# Lijst van voetbalinterlands Britse Maagdeneilanden - Saint Lucia
Deze lijst van voetbalinterlands is een overzicht van alle officiële voetbalwedstrijden tussen de nationale teams van de Britse Maagdeneilanden en Saint Lucia. De landen speelden tot op heden vier keer tegen elkaar. De eerste ontmoeting, een kwalificatiewedstrijd voor de CONCACAF Gold Cup 2003, werd gespeeld in Road Town op 14 juli 2002. Het laatste duel, een kwalificatiewedstrijd voor het Wereldkampioenschap voetbal 2006, vond plaats op 28 februari 2004 in Vieux Fort.

## Wedstrijden
| № | Plaats     | Datum            | Competitie                          | Wedstrijd                     | Uitslag |
| - | ---------- | ---------------- | ----------------------------------- | ----------------------------- | ------- |
| 1 | Road Town  | 14 juli 2002     | CONCACAF Gold Cup 2003 kwalificatie | Br. Maagdeneil. − Saint Lucia | 1 − 3   |
| 2 | Castries   | 28 juli 2002     | CONCACAF Gold Cup 2003 kwalificatie | Saint Lucia − Br. Maagdeneil. | 8 − 1   |
| 3 | Road Town  | 22 februari 2004 | WK 2006 kwalificatie                | Br. Maagdeneil. − Saint Lucia | 0 − 1   |
| 4 | Vieux Fort | 28 februari 2004 | WK 2006 kwalificatie                | Saint Lucia − Br. Maagdeneil. | 9 − 0   |

## Samenvatting
| Competitie                     | Totaal gespeeld | Winst Br. Maagdeneil. | Gelijk | Winst Saint Lucia | Doelsaldo Br. Maagdeneil. – Saint Lucia |
| ------------------------------ | --------------- | --------------------- | ------ | ----------------- | --------------------------------------- |
| WK-kwalificatie                | 2               | 0                     | 0      | 2                 | 0 − 10                                  |
| CONCACAF Gold Cup-kwalificatie | 2               | 0                     | 0      | 2                 | 2 − 11                                  |
| Totaal                         | 4               | 0                     | 0      | 4                 | 2 − 21                                  |

Wedstrijden bepaald door strafschoppen worden, in lijn met de FIFA, als een gelijkspel gerekend.